# القرية التراثية في أبو ظبي
تأسست القرية التراثية في أبو ظبي، عام 1996 على يد الشيخ زايد آل نهيان لذلك يطلق عليها البعض قرية الشيخ زايد. كانت القرية التراثية في أبوظبي من أوائل المشاريع من نوعها حيث لقيت اهتماما خاص من الشيخ زايد وشكلت بقعة تاريخية فريدة من نوعها.

## عن القرية
تم افتتاح قرية التراث في أبو ظبي عام ١٩٩٦ على يد الشيخ زايد آل نهيان لذلك يطلق عليها أحيانا قرية زايد الأثرية. تمتد القرية على مساحة تصل إلى ١٦٨٠٠ متر مربع والتي تجسد الإرث الحضاري والثقافي للإمارات قبل اكتشاف النفط. كانت الفكرة وراء هذا المشروع هي تعريف العالم بالتراث العربي، يمكن لزوار المكان التنقل عبر القرية في رحلة زمنية بين سوق من العالم القديم ومسجد ومخيم على نمط الحياة القديم في دولة الإمارات.

## النشاطات
توفر قرية التراث التي تقع بالقرب من وسط المدينة، نظرة على ماضي أبوظبي. يمكن للسياح التسوق فيهاومشاهدة الحرف اليدوية. كما تعتبر هذه القرية أيضا مقرا لنادي تراث الإمارات، تستضيف ورش عمل للحرف التقليدية بالإضافة الى فرصة لرؤية الحرفيين وهم يقومون بصناعة الأشغال المعدنية، الفخار والنسيج والغزل. تنضم هذه الفعاليات دائرة الثقافة والسياحة في أبوظبي ليعتبر هذا المهرجان الثقافي من أهم الفعاليات الشهيرة في العاصمة. بالإضافة إلى ذلك، تتيح القرية التراثية فرصة تجربة ركوب الإبل العربي الأصيل لمحبي ذلك.
تحتوي القرية التراثية على مرافق عدة تخدم الزوار خلال فترة تواجدهم في القرية، كما تضم عدداً من المحال التجارية حيث يمكن للزوار شراء الحرف اليدوية والصناعات التي تدل على التراث العربي وتتمثل في الآتي:
- المسجد.
- محلات الحرفيين.
- المتحف الإسلامي.
- المنطقة الأثرية.
- البيئة الزراعية.
- الحرف الإماراتية في المشغل النسائي.
- سوق العرشان.
- اليازرة.
- الأرشيف التاريخي.
- متحف السامان.[3]

## الأهمية
تعتبر قرية التراث في أبوظبي من أبرز المعالم السياحية حيث تجذب السياح الأجانب والمحليين لما تحمله من إرث تاريخي وحضاري يمثل ثقافة الإمارات التي تمثل الأساس الداعم لحاضر الدولة ومستقبلها. تم إنشاء هذه القرية لتبيين الجانب التراثي في دولة الإمارات بعيداً عن التطور المعماري والتكنولوجي. تتيح أيضا هذه القرية فرصة لعيش التفاصيل اليومية التي كان يعيشها أهالي دولة الإمارات قديماً.

## مطعم الأصالة في القرية التراثية
يسمى مطعم القرية التراثية في ابوظبي بمطعم الأصالة لما يحتويه من مأكولات عربية تراثية، بالإضافة إلى تقديم القهوة العربية على الفحم والذي يمثل تقليد اماراتي تراثي.